# Лабораторія комет і метеорів
Лабораторія комет і метеорів (пол. Pracownia Komet i Meteorów) — астрономічна організація, яка об'єднує ентузіастів астрономії з усієї Польщі. Лабораторія займається вивченням малих тіл Сонячної системи, переважно активності метеорних потоків. Діяльність включає візуальні, телескопічні, фотографічні, відео- та радіо- спостереження.

## Історія
Лабораторія комет і метеорів була заснована Янушем Косінським у березні 1987 року як Лабораторія планетології та метеоритики. У червні 1989 року організація отримала свою нинішню назву. У грудні 1991 року під час 6-го семінару та 1-ї генеральної асамблеї було створено положення про лабораторію та вона отримала статус астрономічної асоціації. У 1993 році лабораторія розпочала співпрацю з Міжнародною організацією метеорів, найбільшою організацією любителів метеорів у світі. У 1995 році з'являється сучасний логотип лабораторії, розроблений Гжегожем Боніковським.
Наприкінці 1990-х лабораторія стала найактивнішою групою візуальних спостерігачів за метеорами у світі, проводячи близько 2000 годин спостережень щороку та інтенсивно вивчаючи активність великих метеорних потоків, таких як Персеїди, Оріоніди, Ліриди та Леоніди. Завдяки візуальним спостереженням з нанесенням траєкторій метеорів на карти з гномонічної проекцією вдалося також вивчити активність кількох слабших метеорних дощів (наприклад Альфа-Сигніди, Бета-Урсамінориди). Водночас Лабораторія також проводила телескопічні спостереження метеорів. У 2002 році було розпочато додаткові спостереження за допомогою відеотехніки, а потім за допомогою радіохвиль.
Члени лабораторії беруть участь у міжнародних наукових конференціях, присвячених тематиці малих тіл Сонячної системи, і є організаторами наукових експедицій (наприклад, експедиція до Італії для спостереження за Драконідами в 2012 році, експедиція до Канади для спостереження за спалахом Камелопардалідів 2014 року).

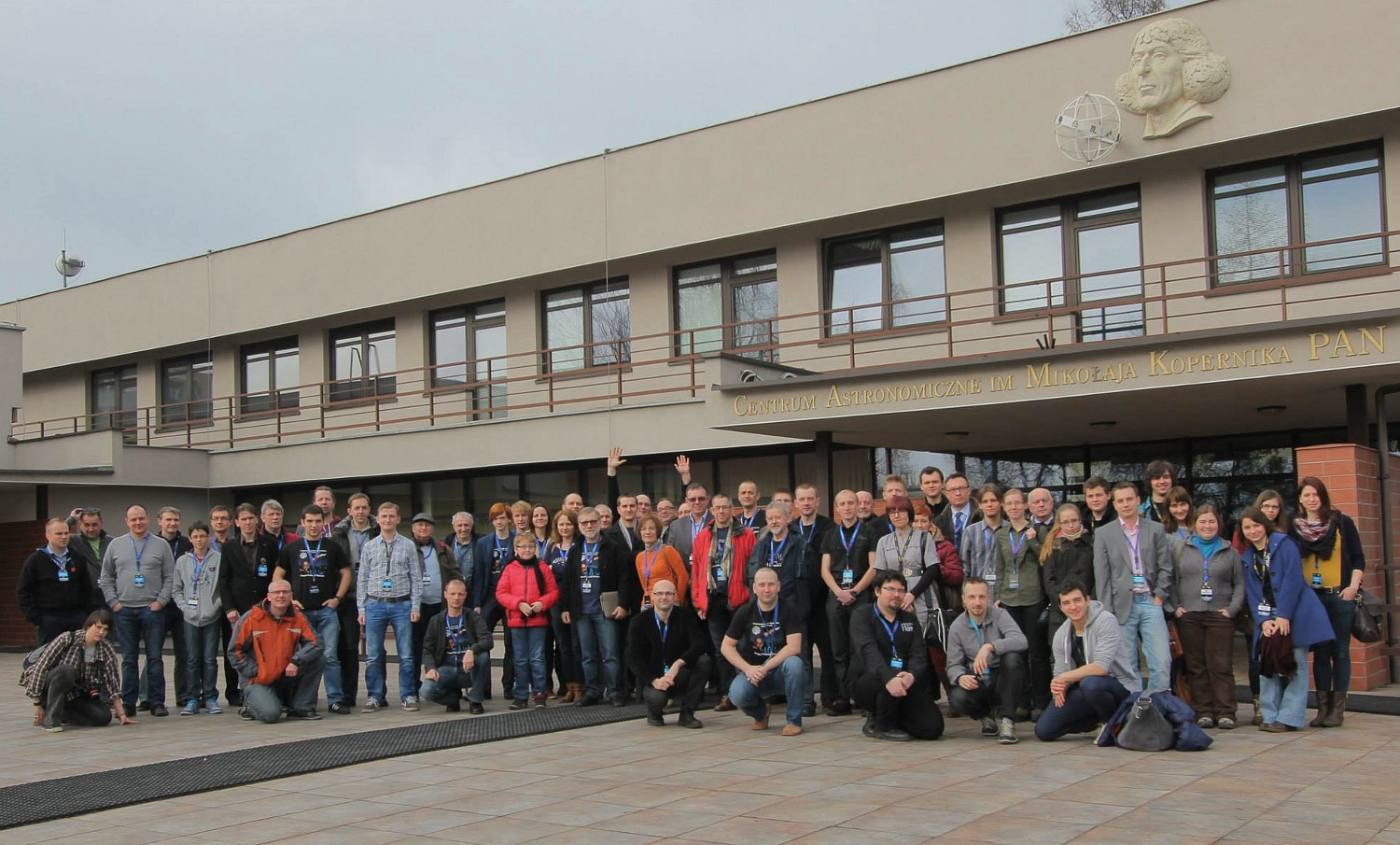
Учасники 29-го семінару Лабораторії комет і метеорів перед будівлею Астрономічного центру Миколая Коперника у Варшаві

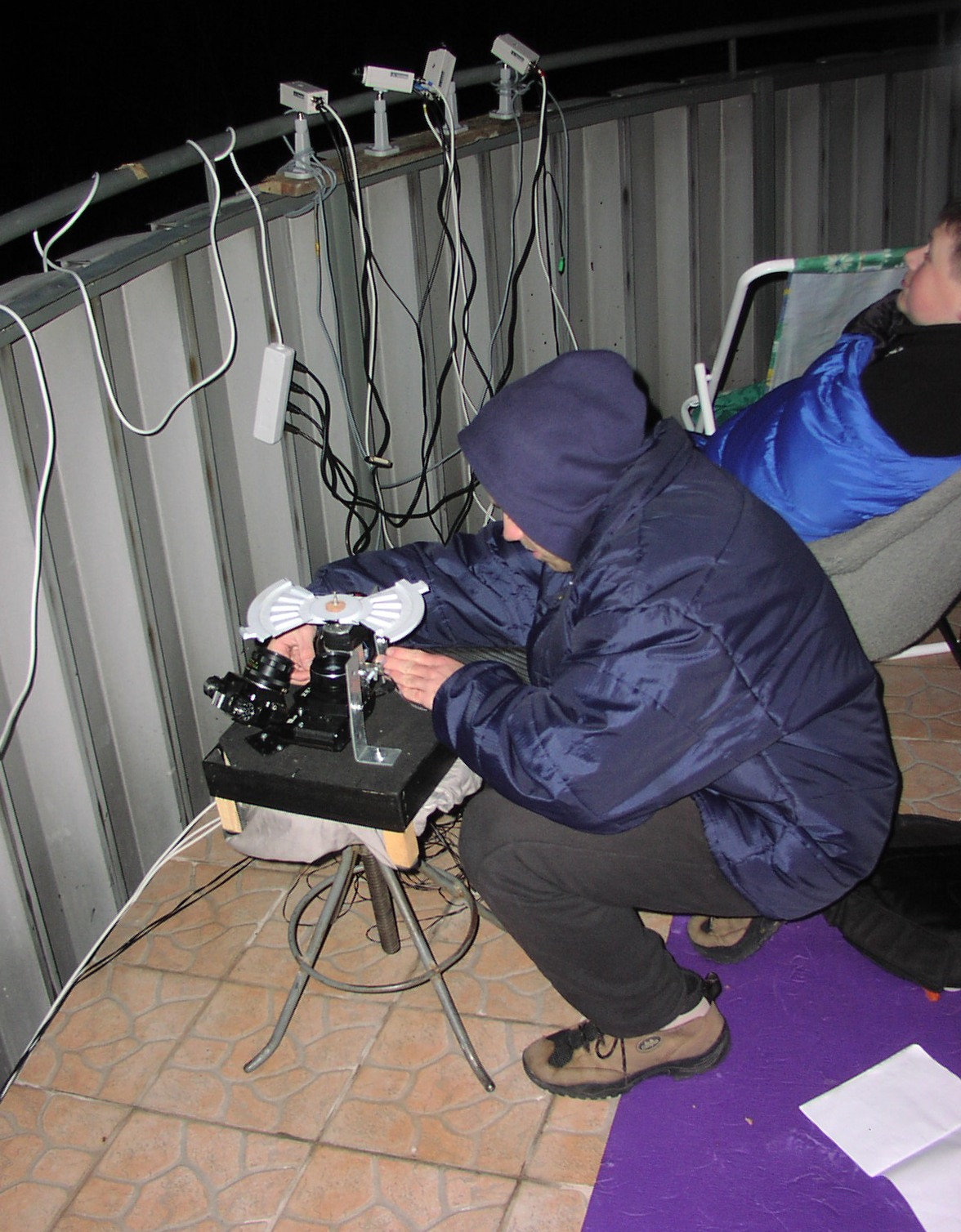
Спостереження за спалахом активності Леонідів 2002 року

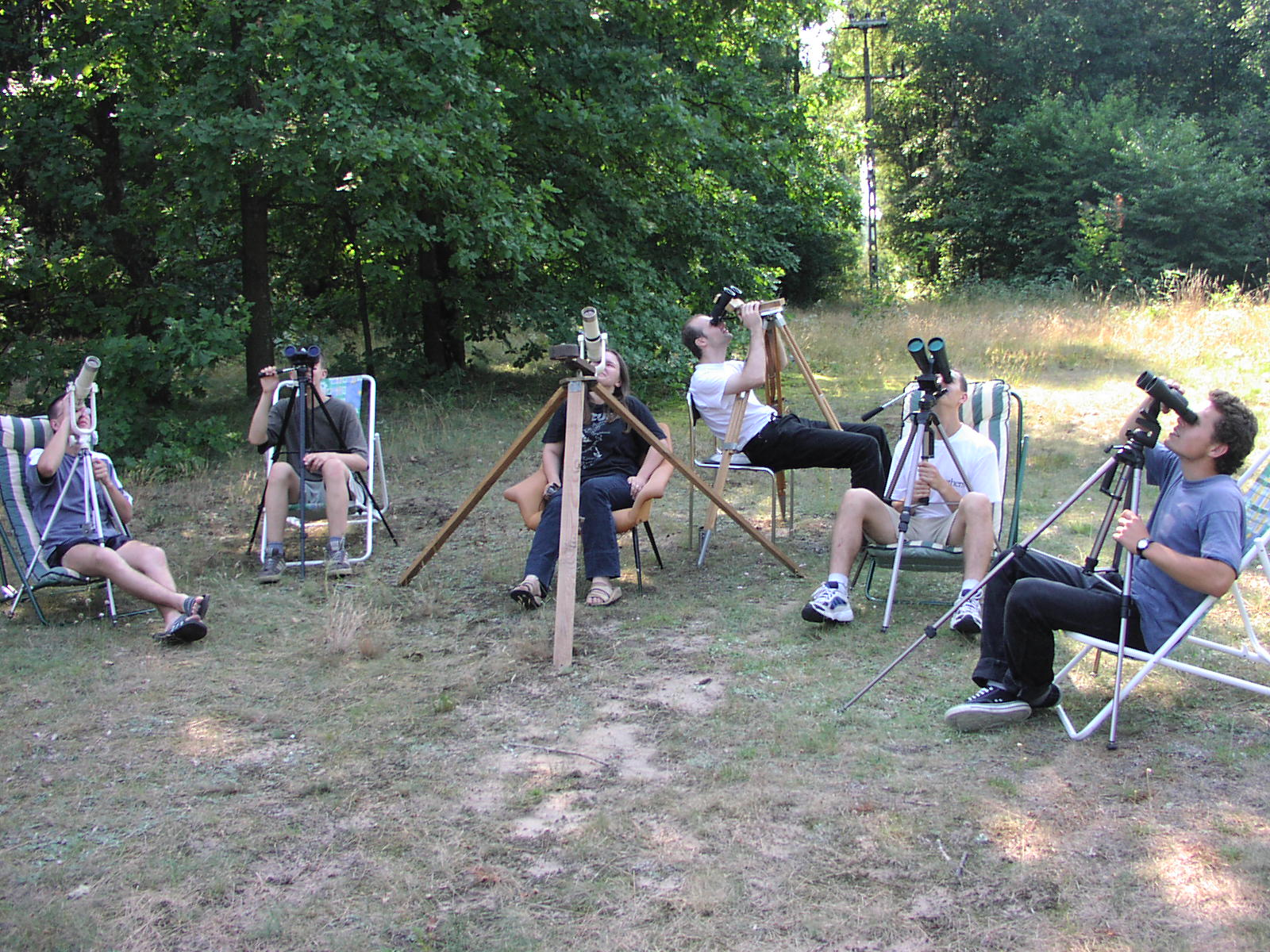
Підготовка до телескопічних спостережень під час 10-го Табору Лабораторії комет і метеорів в Островику, 2002 рік

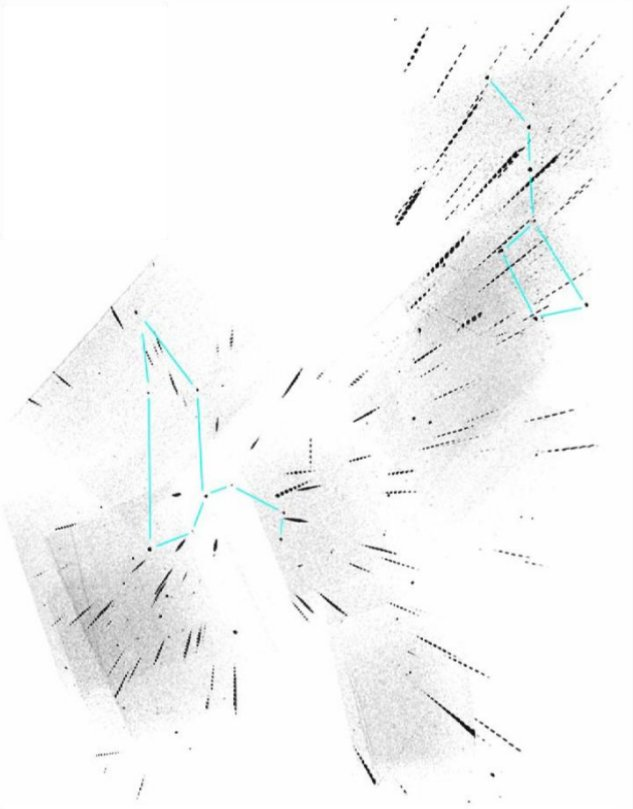
У листопаді 2002 року за допомогою перших відеоспостережень у Польщі спостерігали майже 240 Леонід

Члени лабораторії організували дві міжнародні наукові конференції з циклу International Meteor Conference. Перша відбулась 26-29 вересня 2002 р. у Фромборку, і в ній взяли участь майже 100 професійних астрономів та ентузіастів астрономії з усього світу. Друга відбулась 22-25 серпня 2013 року в Познані, в ній взяли участь понад 130 учасників.
Лабораторія раз на два місяці видає журнал Cyrqlarz. На початку 1990-х роках лабораторія також видавала щоквартальні журнали Inerplanetary News і Astronomia Amatorska.
З 2004 року лабораторія реалізує проект Польської болідної мережі з реєстрації яскравих метеорів над територією Польщі. Спостереження здійснюють понад 30 кульових станцій, оснащених камерами відеоспостереження та цифровими камерами з ширококутними об'єктивами . Базові спостереження щонайменше на двох станціях дозволяють визначити траєкторію метеорита в атмосфері, його орбіту в космосі та місце потенційного падіння метеорита.
З 2010 року в лабораторії діє Секція метеоритів. Основним завданням секції є пошук метеоритів, падіння яких було зареєстроване Польською болідною мережею. Завдяки міжнародній співпраці вона також шукає метеорити, падіння яких спостерігалось дружні організації, з площами розсіювання в Польщі та за кордоном. Секція також проводить пошуки в районах давніх падінь метеоритів.
Щороку лабораторія організовує літні астрономічні табори в Обсерваторії Островик, а також наукові семінари на рубежі лютого та березня в Астрономічному центрі Миколая Коперника у Варшаві.

## Керівники
- 03.1987-09.1989 — Януш В. Косинський
- 10.1989-08.1990 — Бузьняк Вітольд Андрійович (в.о. голови ПКіМ)
- 09.1990-01.1991 — Януш В. Косинський
- 02.1991-07.1991 — Йовіта Ліс (в.о. кер. ПКіМ)
- 08.1991-01.1994 — Януш В. Косинський
- 02.1994-01.2001 — Аркадіуш Олех
- 02.2001-01.2003 — Маріуш Вишневський
- 02.2003-01.2005 — Каміль Злочевський
- 02.2005-02.2007 — Радослав Полеський
- 03.2007-по теперішній час — Пшемислав Золондек